# Konrad Petzold
Konrad Petzold (Radebeul, 26 aprile 1930 – Kleinmachnow, 12 novembre 1999) è stato un regista, sceneggiatore e attore tedesco.

## Filmografia parziale

### Regista e sceneggiatore
- Abenteuer in Bamsdorf (1958)
- Natürlich die Nelli (1959)
- Der Moorhund (1960)
- Die Jagd nach dem Stiefel (1962)
- Das Lied vom Trompeter (1964)
- Die Hosen des Ritters Bredow (1973)
- Für Mord kein Beweis (1979)
- Die Schmuggler von Rajgrod (1980)
- Der Scout (1983)
- Die Geschichte von der Gänseprinzessin und ihrem treuen Pferd Falada (1989)

### Solo regista
- Das Kleid (1961)
- Jetzt und in der Stunde meines Todes (1963)
- Un uomo chiamato volpe bianca (Weisse Wölfe) (1969)
- Tödlicher Irrtum (1970)
- Osceola (1971)
- Kit & Co. (1974)

### Attore
- Der Moorhund, anche regista (1960)
- Tödlicher Irrtum, anche regista (1970)
- Für Mord kein Beweis, anche regista (1979)
- Die Schmuggler von Rajgrod, anche regista (1980)
- Der Scout, anche regista (1983)